# Rasmus, Pontus und der Schwertschlucker
Rasmus, Pontus und der Schwertschlucker (schwedisch Rasmus, Pontus och Toker) ist eine Geschichte von Astrid Lindgren.

## Handlung
Rasmus und sein bester Freund Pontus beobachten Rasmus’ Schwester Prick und deren neuen Freund Joachim. Diese sind unglaublich verliebt. Rasmus kann nicht verstehen, wie seine Schwester sich so albern benehmen kann.
Am Abend wollen Pontus und Rasmus auf den Jahrmarkt, genau wie Prick und Joachim. Während Prick und Joachim unter sich bleiben, schauen sich Pontus und Rasmus alles genau an. Am interessantesten finden sie die Vorstellung des Schwertschluckers Alfredo, in die sie sich hereinschleichen, da sie kein Geld mehr haben. Dort finden sie noch eine Krone, mit der sie sich noch zwei Würstchen kaufen. Rasmus und Pontus sind begeistert.
Joachim und Prick haben danach noch eine Probe mit dem Schulorchester. Sie üben in dem Haus von Baron von Rencken, Joachims Vater, für das Frühlingsfest am kommenden Sonntag. Prick zeigt Joachims Freund Jan eine Sammlung von Getränkekrügen. Jan küsst Prick. Genau in diesem Moment kommt Joachim in den Raum. Er glaubt, dass Prick von Jan geküsst werden wollte. Die beiden streiten und trennen sich. Prick ist besorgt, weil Joachim ein Foto von ihr hat und dieses in seinen „Ausverkaufskatalog“ kleben könnte. In diesem sammelt er die Fotos von Mädchen, die er nicht mehr mag. Rasmus möchte nicht, dass seine Schwester in dem Katalog landet. Er beschließt, ihr zu helfen.
Noch in derselben Nacht brechen Rasmus und Pontus in das Haus von Joachims Vater ein, um das Foto zu stehlen. Dabei sehen sie zwei Einbrecher, die Baron von Renckens silberne Krüge stehlen. Rasmus erkennt in diesen den Schwertschlucker Alfredo und Ernst, einen seiner Bekannten. Sie verfolgen die beiden bis zu deren Wohnwagen und lauschen heimlich. Dort erzählen die Diebe Alfredos Frau Berta von ihrem Raubzug. Sie erklären, dass sie das erbeutete Diebesgut an einen Antiquitätenhändler verkaufen wollen. Sie hoffen dieses Mal mehr Geld von ihm dafür zu bekommen. Da kommt plötzlich Rasmus’ Hund Toker bellend auf Rasmus und Pontus hinzu gerannt. Die beiden werden von den Verbrechern entdeckt.
Toker wird eingesperrt. Die Verbrecher beschließen ihn freizulassen, wenn sie alle ihre Erledigungen in der Stadt abgeschlossen und die Jungen nichts von ihren Beobachtungen erzählt haben. Da Rasmus Toker über alles liebt und nicht möchte, dass diesem etwas zustößt, bleibt ihm keine andere Wahl, als den Bitten der Verbrecher Folge zu leisten.
Jedoch beschließen Rasmus und Pontus sich heimlich auf die Lauer zu legen. Sie wollen den Verbrechern dahin folgen, wo sie Toker verstecken. Als die Verbrecher den Wohnwagen mit zwei großen Säcken verlassen, verfolgen Rasmus und Pontus diese bis zu Frau Anderssons Haus. Frau Andersson ist die nette Schwester von Berta. Sie hat sich ein Bein gebrochen und liegt im Krankenhaus. Daher möchten die Verbrecher die Säcke dort lagern. Doch auch Pontus hat einen Schlüssel für das Haus. Er wurde von Frau Andersson gebeten, den Keller aufzuräumen, während sie im Krankenhaus ist. Rasmus und Pontus holen den Schlüssel, finden in dem Haus jedoch nur das Diebesgut. Toker ist nicht dort.
Die beiden tauschen das Diebesgut aus und nähen die Säcke wieder zu. Sie verstecken das Diebesgut und gehen dann nach Hause. Alfredo und Ernst merken davon nichts.
Bevor Alfredo und Ernst mit ihrem Diebesgut verschwinden wollen, versprechen sie die Jungen zu Toker zu führen. Sie erklären ihnen, dass Toker in einem verlassenen Hof in der Nähe von Berka ist. Doch als die Jungen dort ankommen, werden sie von den Verbrechern dort eingeschlossen. Rasmus und Pontus können sich aus dem Gefängnis befreien. Später lassen sie auch Toker hinaus, der in der Nähe von ihnen eingesperrt ist.
Dann gehen sie zur Polizei. Diese erklärt den Jungen, dass sie beweisen müssen, dass die Geschichte wahr ist. Deshalb gehen Rasmus und Pontus in das Haus zurück, in dem sie eingeschlossen wurden. Als Ernst und Alfredo zurückkommen und wissen wollen, wo die Jungen das Diebesgut versteckt haben, versprechen Rasmus und Pontus es ihnen zu zeigen. Rasmus und Pontus führen die beiden Verbrecher durch die Hintertür in ein Haus. Dort liegt das Diebesgut tatsächlich auf dem Tisch. Bei dem Haus handelt es sich jedoch um die Polizeiwache. Somit werden Ernst und Alfredo verhaftet. Berta wurde zuvor schon in ihrem Wohnwagen festgenommen.
Am nächsten Morgen ist in der Zeitung von Rasmus und Pontus Heldentat zu lesen. Rasmus, Pontus, Prick und Rasmus Eltern gehen abends auf das Frühlingsfest. Prick ist noch immer unglücklich. Sie vermisst Joachim. Dieser ist ebenfalls auf dem Fest und schaut die ganze Zeit nur auf Prick. Als Rasmus sieht, dass die beiden einander vermissen, steckt er Prick das Foto zu, das er von Joachim gestohlen hatte. Auf diesem steht „Sie, die Einzige“. Später beobachten Pontus und Rasmus, dass Prick die Arme um Joachims Hals legt.

## Figuren
- Rasmus Persson ist elf Jahre alt. Er hat blaue Augen und strubbeliges Haar. Sein Vater ist Polizist. Rasmus besucht die Realschule in Västanvik.
- Pontus ist Rasmus bester Freund.
- Prick (eigentlich Patricia Persson) ist Rasmus’ große Schwester. Sie ist 16 und geht aufs Gymnasium. Auch wenn sie ihm das nie offen sagt, liebt sie ihren kleinen Bruder Rasmus. Prick ist unglaublich verliebt in Joachim. Sie denkt sogar darüber nach diesen zu heiraten.
- Joachim von Rencken ist der Freund von Prick. Laut Pricks Aussage sind alle Mädchen in der Schule in Joachim verliebt. Joachim hat einen Ausverkaufskatalog. In diesen klebt er Bilder von allen Mädchen, die er nicht mehr mag. Joachim hat dunkle Locken und schwarze Augen. Er spielt Gitarre und ist der Beste im Sport.
- Toker ist Rasmus’ kleiner Rauhaardackel. Rasmus liebt Toker über alles. Pontus findet gar, dass Rasmus zuweilen genauso mit Toker redet wie Prick mit Joachim
- Baron von Rencken ist der Vater von Joachim. Er ist sehr reich und besitzt eine wertvolle Sammlung von silbernen Krügen.
- Patrik Persson ist der Vater von Rasmus. Er ist Polizist.
- Doktor Fröberg ist der Mathematiklehrer von Rasmus und Pontus. Er ist einerseits streng und andererseits mitfühlend und für seine Schüler da. Obwohl er Rasmus wegen dessen Störverhalten immer wieder aus dem Unterricht schmeißt, ist er Rasmus Lieblingslehrer.
- Frau Persson, Rasmus Mutter, ist diejenige, die darauf achtet, dass die Regeln in der Familie eingehalten werden. So soll Rasmus beispielsweise erst die Hausaufgaben machen, bevor er nach draußen geht.
- Alfredo ist ein Schwertschlucker. Außerdem verdient er sich sein Geld mit Raubzügen.
- Ernst ist der Komplize von Alfredo.
- Berta ist Alfredos Frau. Sie ist Komplizin von Alfredo und Ernst. Sie kümmert sich um das Diebesgut, bei den Raubzügen selbst ist sie nicht dabei. Alfredo liebt Berta jedoch nicht. Nach dem Raub möchte er sie allein zurücklassen.
- Frau Andersson ist eine nette, alte Frau. Sie ist Bertas Schwester und bricht sich eines Tages das Bein.

## Hintergrund
Ursprünglich schrieb Astrid Lindgren Rasmus, Pontus und der Schwertschlucker (schwedisch: Rasmus, Pontus och Toker) für eine Radiohörspielserie bei Sveriges Radio aus dem Jahr 1955. Diese wurde in mehreren Teilen im schwedischen Radio ausgestrahlt. 1956 erschien der Film Kalle und das geheimnisvolle Karussell. Danach wurde das Hörspielskript zu einem Roman umgeschrieben. Dieser erschien 1957 beim schwedischen Verlag Rabén & Sjögren. Das Cover illustrierte Eric Palmquist. In Deutschland erschienen zunächst Buch und Film. Danach wurde das Buch auch in Deutschland als Hörspiel veröffentlicht. Thyra Dohrenburg übersetzte die Geschichte aus dem Schwedischen ins Deutsche. Die deutsche Ausgabe wurde von Horst Lemke illustriert. Auch wenn die Titelfigur Rasmus (Persson) denselben Vornamen trägt wie Rasmus (Oskarsson) aus Rasmus und der Landstreicher, handelt es sich um zwei völlig unterschiedliche Figuren, die den gleichen Vornamen tragen.
Wie auch viele andere Erzählungen basieren viele Ereignisse aus dem Buch auf Astrid Lindgrens eigenen Kindheitserfahrungen und den Geschichten, die Lindgren zu dieser Zeit hörte. Einst wurde ihr von einer Mähre berichtet, die auf dem Vieh- und Pferdemarkt in Vimmerby verkauft wurde. Sie wurde mit Arsenik behandelt. Auf dem Pferdemarkt war sie fit und konnte sich gut bewegen. Sie rannte den ganzen Weg nach Hause. Aber am nächsten Morgen konnte das Pferd nicht mehr aufstehen. Als der Händler den Bauern später wiedersah, fragte er diesen, wie es der Mähre gehe. Der Bauer antwortete, auf zwei Beinen könne sie schon stehen. In Rasmus, Pontus und der Schwertschlucker erzählt Alfredo Rasmus eine ähnliche Geschichte. Alfredo berichtet von seiner Mutter, die Rosstäuscherin war. Sie hatte eine alte Mähre namens Leonore, die kaum noch auf den Beinen stehen konnte. Bevor Alfredos Mutter auf den Markt nach Kivik ging, gab sie dem Pferd vier Büchsen Arsenik. So wirkte Leonore auf dem Markt fit und gesund und ein Bauer kaufte sie. Auf dem Weg nach Hause rannte sie unglaublich schnell. Doch am nächsten Morgen konnte sich Leonore im Stall nicht mehr rühren. Als Alfredos Mutter den Bauern ein paar Tage später traf, fragte sei ihn, wie es Leonore gehe. Er antwortete, dass sie jetzt schon jeden Tag ein paar Stunden aufsitzen könne.

## Film
Das Hörspiel, auf dem das Buch basiert, wurde verfilmt als Kalle und das geheimnisvolle Karussell (original: Rasmus, Pontus och Toker). In der deutschen Fassung wurde Rasmus Persson in Kalle umgetauft. Die vorherigen Kalle Blomquist Verfilmungen waren sehr erfolgreich. So hofften die Verantwortlichen ähnliche Erfolge mit diesem Kinderfilm zu erzielen, auch wenn die Geschichte, außer der Autorin und dem Regisseur, nichts mit den Kalle-Blomquist-Verfilmungen zu tun hatte.

## Theaterstück
Das Theaterstück zum Buch wurde in Deutschland und Österreich in mehreren Städten aufgeführt. Die Uraufführung fand bereits 1972 im Theater der Jugend in Bonn statt. Später war das Theaterstück auch im Wiener Burgtheater sowie im Wiener Akademietheater zu sehen. Im Burgtheater wurde das Stück von Annette Raffalt inszeniert.

## Rezeption

### Kritiken
Die Jury des Deutschen Jugendliteraturpreises lobt den „Einfallsreichtum“ sowie die „Spannung und Komik“ in dem Buch. Autor Ulf Blanck war in seiner Kindheit von dem Buch beeindruckt.

### Nominierung
Deutscher Jugendliteraturpreis
- 1959 Kinderbuch[10]